# Song of the Flame
Song of the Flame is een operette van Oscar Hammerstein II en Otto Harbach met muziek van George Gershwin en Herbert Stothart. De productie was in handen van Arthur Hammerstein. De Broadway première was op 30 december 1925 in het Fourty-Fourth Street Theatre in New York. Er waren in totaal 219 voorstellingen. Er zijn twee verfilmingen van de operette gemaakt.

## Verhaal[2]
Eerste acte
Maart 1917, Konstantin gaat in een drukke straat in Moskou tekeer tegen het Kerenski regime en haalt zich daar de woede op de hals van het publiek, Hij wordt bijgestaan door Aniuta. De politie komt opdagen, verspreidt de menigte en arresteert Konstantin.
In oktober van hetzelfde jaar staan bij een zijarm van de Wolga in de buurt van het zomer paleis van de Kazanovs enkele boeren waaronder Grusha te klagen over het lot van een vrouw, Grusha en haar vriend, Nicholas, pesten elkaar een beetje en Volodya (prins Vladimir), die van plan is zich weer aan te sluiten bij de Witten, en Aniuta beloven elkaar trouw.
Konstantin, inmiddels commissaris bij de Sovjets, stelt voor aan Boris voor om de familie juwelen van de Kazanovs met z’n tweeën te delen in plaats van ze te laten confisqueren door de Russische overheid. Natasha probeert Konstantin bang te maken maar hij blijft smoorverliefd op Aniuta.
Diezelfde nacht bij een van de paleispoorten betrapt Volodya Boris op het ogenblik dat hij probeert de juwelen aan Konstantin te overhandigen. Terwijl net buiten Aniuta’s huis zij en Volodya elkaar de liefde verklaren, helpt Natasha Konstantin met het stelen van de juwelen. Een onrustige menigte verschijnt bij de poort en hoewel Aniuta haar uiterste best doet de menigte tot rust te krijgen, zit Konstantin de menigte op te jutten om de Kazanovs aan te vallen.
Bij het Kazanov paleis, waar behoorlijk wat mensen dronken zijn geworden, zijn Boris en zijn vrienden van plan om Grusha, die inmiddels stomdronken is, te pakken. Maar voordat er iets met haar kan gebeuren, arriveert Konstantin met de uitzinnige menigte.
Tegen het einde van de acte lijkt het alsof de romance tussen Volodya en Aniuta in gevaar komt omdat Aniuta denkt dat Volodya een affaire heeft met Nadya en Volodya achter Aniuta’s bijnaam ‘The Flame’ komt en haar rol als heldin van volk.
Tweede acte
Twee jaar later op oudejaarsavond 1919 in Grusha’s kamer in het pension in Quartier Latin in Parijs. Grusha, Nicholas en Boris werken nu voor Konstantin die een Russisch restaurant, Café des Caucasiens, heeft op Montmartre, dat hij betaald heeft van de opbrengst van de Kazanov juwelen. Nicholas, die van niets weet, is bedrijfsleider in het restaurant. Grusha kan maar niet kiezen tussen Nicholas en Boris. Aniuta, die vergeefs naar de ontvreemde juwelen heeft gezocht, komt in Parijs aan in de hoop dat ze Volodya daar ontmoet. Maar Konstantin wil haar nog steeds hebben als zijn vrouw. Buiten het restaurant loopt de inmiddels arme Volodya, in de hoop Konstantin te ontmaskeren, Aniuta tegen het lijf. Vanuit de samovar ruimte van het restaurant, een plek in het restaurant waar Russische thee wordt geschonken, klinken Russische volksmelodietjes. De wrekers, een Wit-Russische burgerwacht groep, ontmaskert Konstantin. Grusha kiest uiteindelijk voor de rechtvaardige Nicholas en Aniuta en Volodya, die zijn geld weer terug heeft gekregen, besluiten om terug te keren naar Rusland om samen te strijden voor het volk.

## Hoofdrollen[2]
- Tessa Kosta - Aniuta (Bijnaam: The Flame), een wasvrouw, heldin van de opstandelingen.
- Guy Robertson - Prins Vladimir (‘Volodya’) Kazanov, officier in het Witte Leger
- Greek Evans - Konstantin Danilov, een opportunistische revolutionair verliefd op Aniuta
- Phoebe Brune - Natasha, een radicale Tartaarse die verliefd is op Konstantin
- Bernard Gorcey - Count Boris Kazanov, onbetrouwbare oom van prins Vladimir
- Hugh Cameron - Nicholas Simkov, beheerder van het Kazanov landgoed
- Dorothy Mackaye - Grusha, boerin en vriendin van Nicholas
- Ula Sharon - Nadya, boerin

## Liederen[3]
| acte 1                              | gezongen door                     |
| Far Away                            | Konstantin en Russische zanggroep |
| Song of the Flame (Don’t Forget Me) | Aniuta, Konstantin en zanggroep   |
| Woman’s Work Is Never Done          | Grusha en ensemble                |
| Great Big Bear                      | Grusha, Nicholas en ensemble      |
| The Signal                          | Aniuta, Volodya en octet          |
| The Cossack Love Song               | Aniuta, Volodya en ensemble       |
| Tartar                              | Konstantin en Russische zanggroep |
| (You May) Wander Away               | Aniuta en Volodya                 |
| Finaletto                           | Aniuta, Volodya en ensemble       |
| Vodka                               | Grusha, dansgroep en Nadya        |
| Finale                              | Hele gezelschap                   |

| acte 2                           | gezongen door                   |
| I Want Two Husbands              | Grusha, Count Boris en Nicholas |
| Midnight Bells                   | Aniuta                          |
| The Cossack Love Song (Reprise)  | Volodya                         |
| The First Blossom Ballet         | Nadya en Amerikaans ballet      |
| Finaletto                        | Hele gezelschap                 |
| Going Home on New Year’s Morning | Russische zanggroep             |
| Finale Ultimo                    | Hele gezelschap                 |

## Achtergrond[4]
- De operette is een samenwerking tussen Gershwin, componist Herbert Stothart en tekstschrijvers Oscar Hammerstein II en Otto Harbach. Stothart, Hammerstein en Harbach hadden al zeven shows met elkaar gemaakt waaronder ‘Rose-Marie’ (1924) en ‘The Student Prince in Heidelberg’ (1924), twee zeer succesvolle operettes. Heel opmerkelijk want operette was vlak na de Eerste Wereldoorlog een genre dat taboe was. Het zat te veel tegen de serieuze opera aan. Maar ‘Rose-Marie’ en ‘The Student Prince’ waren behoorlijk succesvol dus Hammerstein, kleinzoon van Oscar Hammerstein I de grote opera impresario en zoon van William Hammerstein de theater eigenaar, wilde in samenwerking met zijn oom, producer Arthur Hammerstein, het genre nieuw leven in blazen. In eerste instantie wilde Arthur Hammerstein naast componist Stothart opnieuw Rudolf Friml (naast Stothart componist van ‘Rose-Marie’) engageren, maar die sloeg het aanbod af en dus vroeg Arthur Hammerstein Gershwin om deel te nemen aan het project. Gershwin was de jongste deelnemer aan het project.
- Stothart was geen nieuwkomer in het vak. Hij schreef verschillende operettes en musicals en was tot zijn dood in 1949 in dienst als arrangeur en componist van MGM maar schreef nooit een hit. Hij won wel een Oscar voor zijn (begeleidende) muziek in ‘The Wizard of Oz’ uit 1939.
- Het verhaal van Song of the Flame speelt zich af met op de achtergrond de Russische Revolutie. Het verhaal is niet echt anti Sovjet, want op het eind trekken Aniuta en Volodya (die van adel is) partij voor het volk, maar het verhaal is ook niet echt tegen de adel (de Witten), want Volodya, in feite een contrarevolutionair, is in het verhaal een held. Kortom, de show verkondigt de wenselijkheid van sociale hervormingen, maar niet de bolsjewistische variant ervan.
- David Ewen schrijft in zijn Journey to Greatness (1958): “De musical comedy, 'Song of the Flame', was een volledig fiasco en verdiende geen beter lot. Het was een zwakke poging van Gershwin om het gebied van de operette te betreden, waar Romberg en Friml heersten. De operette was groots opgezet met kleurrijke decors en kostuums, imposante taferelen, een Russisch koor, een groot corps de ballet en een groot orkest. Gershwin songs waren niet overtuigend, vooral vanwege hun pseudo-Slavisch aroma en de titelsong heeft een te nauwe verwantschap met Frimls ‘Song of The Vagabonds’ en ‘The Song Of The Cossacks’ klinkt als elk ander Slavisch liefdeslied in elke andere Russische operette.”[5]
- De liederen ‘Far Away’, ‘Song Of The Flame’, ‘Cossack Love Song’, ‘Vodka’ en het ballet ‘The First Blossom’ werden toegeschreven aan Gershwin en Stothart. Gershwin schreef alleen ‘Women’s Work Is Never Done’, ‘The Signal’ en ‘Midnight Bells’, terwijl Stothart alleen ‘Great Big Bear’, ‘Tartar’, ‘You May Wander Away’ en ‘I Want Two Husbands’ schreef.
- Er liggen wel enkele originele Russische volksliedjes aan de operette ten grondslag: ‘Song Of The Flame’ is gebaseerd op “Kazbeck” en ‘Cossack Love Song’ op “Minka” of op het Oekraïense liedje “Ty zh mene pidmanula”. Verder is er in de liederen van Gershwin enige invloed te vinden van Bedřich Smetana's “Má Vlast” (Mijn Moederland), de suite waar ‘De Moldau’ onderdeel van uitmaakt.
- Oscar Hammerstein vond Gershwin nogal verwaand en eigenwijs, maar uitzonderlijk getalenteerd en nogal lief en bijzonder prettig om mee samen te werken. De prima donna van de show, Tessa Kosta, vond Gershwin ‘heel knap’, makkelijk om mee samen te werken en meedenkend in alle opzichten.
- Alhoewel Arthur Hammersteins eerste keus voor de rol van Aniuta viel op Mary Ellis, die hij nog kende van ‘Rose-Marie’, was Tessa Kosta een prima alternatief.
- De operette kostte Arthur Hammerstein 250.000 dollar, de duurste show uit de Broadway carrière van Gershwin. Alleen al de salarissen voor de orkestleden bedroegen 1000 dollar per week.
- Song of the Flame ging in première, in feite een try-out, in Wilmington op 10 december 1925 en vertrok daarna naar Washington D.C. en Baltimore. De Broadway première was 30 december 1925 in het 44th Street Theatre, een theater waar veel operettes in première gingen. Een eerste-rang kaartje kostte elf dollar, een godsvermogen destijds.
- De recensies over de totale show waren zeer positief. De operette liep 219 voorstellingen. De recensies over de muziek waren een stuk minder. Men vond de muziek over het algemeen ‘magertjes’, niet sterk.
- In 1926 werden de liedjes ‘Song of the Flame’ en ‘Cossack Love’ door Victor Light Opera Company opgenomen.
- In 1930 werd het verhaal, iets aangepast, verfilmd door MGM met een paar nummers van de operette erin en enkele nieuwe nummers gecomponeerd door Harry Akst (volgens Gershwin een van de meest intelligente mensen in Tin Pan Alley) op teksten van Grant Clarke. De film werd een bescheiden succes.
- In 1934 kwam er een verkorte filmversie uit met als titel ‘The Flame Song’. De handeling van het verhaal was verplaatst naar het niet bestaande land "Florestan" en enkele melodieën van de operette werden als achtergrondmuziek gebruikt.
- De verfilmingen van de operette en van de overige musicals van Gershwin is alleen maar goed geweest voor verspreiding en erkenning van zijn muziek.